# Ammoniter (folkslag)
Ammoniterna var ett folkslag, med stark anknytning till israeliterna, och levde öster om Jordanfloden. De omnämns i Gamla Testamentet i Bibeln. Ammoniterna härstammade enligt detta från Ben-Ammi, Lots son med sin yngre dotter.
Enligt traditionell uppfattning förde ammoniterna ständiga krig mot israeliterna och besegrades av Jefta, Saul och David. År 854 f.Kr. kämpade ammoniter vid Karkar med araméerna och Israel mot assyrierna. Under persernas herravälde försökte de hindra Nehemja att bygga upp Jerusalem. Senare ingick de i araberna. Deras huvudstad var Rabbat-Ammon och deras huvudgud Mikom.

## Historia
Ammoniterna levde i vad som idag är norra och centrala Jordanien och hade där ett kungadöme kallat Ammon som varade från slutet av 1000-talet f.Kr. till åtminstone 100-talet e.Kr. 
Under det assyriska imperiets tid behöll Ammon i stort sin självständighet genom tributer till Assyrien och de klarade sig därmed ganska oskadda genom den tidiga assyriska expansionen medan deras grannländer föll och plundrades. Kurkhmonoliten listar dock den ammoniske konungen Baasha ben Ruhubi bland de kungar som stred mot Salmanassar III i slaget vid Qarqar 853 f.Kr. möjligen som vasaller till Damaskus. År 734 f.Kr. listas Ammons kung Sanipu som vasall till Assyriens kung Tiglatpileser III och hans efterträdare Pudu-ilu verkar i sin tur ha varit vasall åt både Sanherib och Esarhaddon. En assyrisk lista över deras vasallkungadömen visar att Ammon under Esharhaddon endast betalade en femtedel av den tribut som Juda betalade.
Under Ashurbanipal verkar Ammon ha utsatts för räder av assyrierna under Ashurbanipals arabiska kampanj och kung Amminadab verkar då ha ersatt kung Barachel av okänd anledning vilket styrks av flera ammoniska kungastämplar. Amminadab efterträddes på 620-talet f.Kr. av sin son Hissalel som endast omnämns på en flaska funnen vid Tel Siran tillsammans med sin son Amminadab II som kom att efterträda honom kring sekelskiftet 600 f.Kr.
Arkeologiska fynd har visat att Ammon blomstrade under det babyloniska imperiet på början av 500-talet f.Kr. Detta går emot den tidigare dominerande åsikten om att transjordanien krossades fullständigt under Nebukadnessar II's kampanjer mot främre orienten eller att området förföll i och med att Juda krossades. Istället verkar Ammon förblivit en framgångsrik vasallstat under Babylon och de verkar ha fortsatt att blomstra efter att det Akemenidiska imperiet tog över området.
Under Akemeniderna och senare grekerna omnämns Ammon endast sparsamt. De börjar omnämnas mer igen kring 100-talet f.Kr. i och med Mackabéernas uppror mot det seleukidiska imperiet. Ammon skall då tillsammans med kringliggande stammar ha försökt hindra återskapandet av ett judiskt rike.
Sista gången Ammon och ammoniterna nämns är i Justinus Martyrens skrifter från 100-talet e.Kr. De beskrivs där som ett stort folkslag. 